# 塞浦路斯王国

塞浦路斯王国國旗

塞浦路斯王国为中世纪晚期建立于塞浦路斯岛上的一个十字军国家，存续时间为1192年至1489年。其统治者是法国的吕西尼昂家族。
主要人口為信仰東正教的希臘裔賽普勒斯人，但羅馬天主教徒掌握著權力和控制權。

## 歷史
1191年，英格蘭國王理查一世在第三次十字軍東征期間奪取了拜占庭帝國治下的塞浦路斯。之後，理查一世將塞浦路斯賣給了聖殿騎士團。聖殿騎士團因過度嚴厲的統治而引發了民變，理查一世將塞浦路斯又轉賣或送給了耶路撒冷國王呂西尼昂的居伊。1192年，居伊建立了塞浦路斯王國。
1426年，塞浦路斯王国沦为马穆鲁克的朝贡国；王国末期，賽普勒斯的夏洛特和雅克二世兄妹争位，结果夏洛特流亡，雅克二世夺取王位后也早逝，和王后卡特琳娜·科纳罗的独子虽然继位为雅克三世，但也很快夭折。卡特琳娜太后的威尼斯娘家人不愿夏洛特复位，拥戴卡特琳娜为塞浦路斯女王，实权为威尼斯所掌握。夏洛特在流亡中将王位让给表侄萨伏伊公爵夏尔一世后去世。1489年，因担心奥斯曼帝国入侵及卡特琳娜改嫁他人，威尼斯迫使卡特琳娜退位，将她召回威尼斯，塞浦路斯王国灭亡。而夏尔一世及其继承人们也未能复国并最终放弃了对塞浦路斯王位的主张。

## 塞浦路斯王国君主列表
- 居伊（1192年－1194年）
- 艾默里（1194年－1205年）
- 于格一世（1205年－1218年）
- 亨利一世（1218年－1253年）
- 于格二世（1253年－1267年）
- 于格三世（1267年－1284年）
- 約翰一世（英语：John I of Cyprus）（1284年－1285年）
- 亨利二世（1285年－1324年）
- 于格四世（1324年－1359年）
- 彼得一世（1359年－1369年）
- 彼得二世（1369年－1382年）
- 雅克一世（1382年－1398年）
- 雅努斯（1398年－1432年）
- 約翰二世（1432年－1458年）
- 夏洛特（1458年－1464年，1459年－1464年間與其丈夫路易（英语：Louis of Cyprus）共治）
- 雅克二世（1464年－1473年）
- 雅克三世（1473年－1474年）
- 卡特琳娜·科納羅（1474年－1489年）